# Ana Beatriz Barros
Ana Beatriz Barros (Itabira, 1982. május 29. –) brazil modell. A spanyol, portugál és olasz ősökkel is rendelkező modell 2002 és 2009 között minden évben szerepelt a Sports Illustrated Swimsuit Issue-ban, sokáig a Victoria’s Secret modellje is volt. Dolgozott emellett az Intimissimi-vel, a Guess-szel, a Bebe áruházlánccal, a Chanellel és Jennifer Lopez JLO márkájával is.
Itabira városában született Sônia és Reinato Barros gyermekeként. Családja később Rio de Janeiro-ba költözött, ahol a gyerekkorát töltötte. Német, portugál, olasz és spanyol felmenőkkel rendelkezik.